# Lewis (cráter)

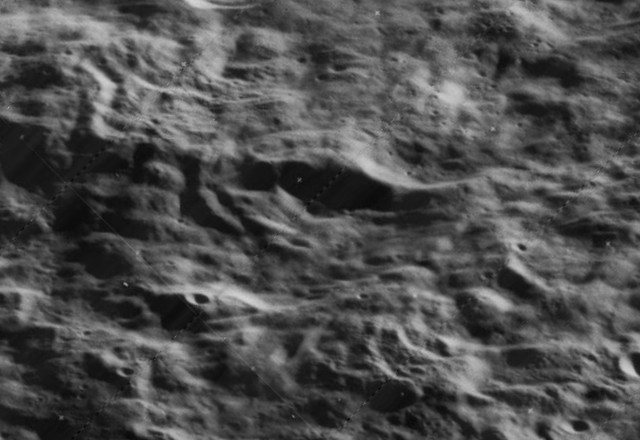
Imagen oblicua de la misión Lunar Orbiter 5, mirando al oeste

Lewis es un cráter de impacto perteneciente a la cara oculta de la Luna. Se encuentra en el borde occidental de los Montes Cordillera, que rodean la cuenca de impacto del Mare Orientale. Este cráter ha sido fuertemente interrumpido por la formación de la cuenca, y está cubierto por los materiales expulsados por el impacto dejando solo una depresión irregular en la superficie. El borde exterior es aproximadamente circular, y el interior es desigual.
|  |